# Lidhult
Lidhult is een plaats in de gemeente Ljungby in het landschap Småland en de provincie Kronobergs län in Zweden. De plaats heeft 635 inwoners (2005) en een oppervlakte van 110 hectare.
Ljungby · Lagan · Ryssby · Lidhult · Kånna · Vittaryd · Angelstad · Agunnaryd · Hamneda · Dörarp · Bolmen · Byholma en Grimshult